# Kodai Enomoto
Kodai Enomoto (榎本 滉大 Enomoto Kodai?), född 5 november 1994 i Gunma prefektur, är en japansk fotbollsspelare.
Enomoto började sin karriär 2016 i Vegalta Sendai. 2017 flyttade han till Zweigen Kanazawa.